# Nan Wynn
Nan Wynn, nacida como Masha Vatz (8 de mayo de 1918[cita requerida]-21 de marzo de 1971), fue una cantante estadounidense de big band y actriz de cine y Broadway. Cantó y grabó durante las décadas de 1930 y 1940 con las orquestas de Emery Deutsch, Rudy Vallee, Eddie Duchin, Richard Himber, Hal Kemp, Hudson-DeLange, Raymond Scott, Teddy Wilson y Freddie Rich. Durante unos nueve meses al principio de su carrera, actuó como Suzanne.

## Primeros años
Wynn nació en Johnstown, Pensilvania y creció en Wheeling, Virginia Occidental, donde asistió al instituto y cantó en el coro escolar. Su padre, Abe Vatz, era propietario de unos grandes almacenes en Wheeling y viajaba a menudo a Nueva York.

## Carrera
A los 16 años, mientras pasaba un fin de semana en Nueva York con su madre, el canto de Wynn llamó la atención de un productor retirado que estaba de invitado en el mismo lugar. Éste contrató a Wynn en un vodevil de Peekskill, cuyo propietario la contrató para cantar en sus otras dos propiedades del estado de Nueva York, en Kingston y Newburgh. Después de trabajar en el circuito del vodevil, a finales de los años 30 Wynn aterrizó en la emisora de radio WNEW de Nueva York para realizar 13 actuaciones a la semana y perfeccionar su talento bajo la tutela de Jimmy Rich, el profesor de canto de Dinah Shore, Bea Wain y Barry Wood, entre otros.
Wynn es quizás más conocida por haber doblado la voz de Rita Hayworth en varias películas, como The Strawberry Blonde (1941), My Gal Sal (1942) y You Were Never Lovelier (1942).
A finales de la década de 1940, apareció en los programas de Morey Amsterdam y Ed Sullivan. La carrera de Wynn se vio interrumpida bruscamente en 1949 por la pérdida de su voz tras la extirpación quirúrgica de un tumor canceroso, que le provocó la amputación de un nervio facial. Al negarse a aceptar el pronóstico médico de que no era posible recuperarse, Wynn recuperó el habla y el control facial en 1955, momento en el que fue contratada brevemente por RCA Victor.

## Películas
Wynn apareció en la industria cinematográfica, a menudo como cantante de club nocturno, en películas como Million Dollar Baby (1941), Pardon My Sarong (1942), Right Guy, (1943), Princess O'Rourke (1943), Is Everybody Happy? (1943), Jam Session (1944) e Intrigue (1947). Tuvo un papel protagonista junto a William Lundigan en la película de 1941 A Shot in the Dark (1941).

## Broadway
Wynn actuó en 1944 en el musical de Billy Rose en Broadway, The Seven Lively Arts y en Finian's Rainbow en 1948.

## Vida personal
Wynn se casó tres veces. Su primer marido, de 1944 a 1947, fue el productor, guionista y director Cy Howard (ne Seymour Horowitz). En 1949, se casó con el Dr. Thomas Baylek, con quien tuvo una hija, Jane. En el momento de la muerte de Wynn, en 1971, se la describía como la viuda de John Small.
Wynn se retiró del mundo del espectáculo en 1951, tras las complicaciones y la parálisis facial debidas a su operación de 1949, y se estableció en la vida de ama de casa en York, Pensilvania. Con el tiempo recuperó el uso de los músculos faciales y se implicó en la cruzada estatal contra el cáncer en 1959, tras lo cual apareció en actos de la Sociedad Americana Contra el Cáncer durante varios años.

## Muerte
Wynn murió debido a un cáncer el 21 de marzo de 1971, en Santa Mónica, California, a los 55 años.

## Filmografía
| Año  | Título               | Papel                                 | Notas                          |
| ---- | -------------------- | ------------------------------------- | ------------------------------ |
| 1941 | A Shot in the Dark   | Dixie Waye                            |                                |
| 1941 | Million Dollar Baby  | Flo                                   |                                |
| 1942 | My Gal Sal           | Sally Elliott                         | Voz cantanda, sin acreditar    |
| 1942 | Pardon My Sarong     | Luana                                 |                                |
| 1943 | Good Luck, Mr. Yates | Cantante                              | Sin acreditar                  |
| 1943 | Princess O'Rourke    | Cantante de club nocturno             |                                |
| 1943 | Is Everybody Happy?  | Kitty O'Riley                         |                                |
| 1944 | Jam Session          | Nan Wynn                              |                                |
| 1947 | Intrigue             | Cantante de club de cena ['Intrigue'] | (último papel cinematográfico) |